# Classe Giuseppe Cesare Abba
La classe Giuseppe Cesare Abba fu una classe di dragamine della Marina Militare, composta da ex torpediniere della Regia Marina sopravvissuti alla seconda guerra mondiale; la classe era composta da cinque unità, che rimasero in servizio fino agli anni cinquanta..

## Caratteristiche
L'armamento artiglieresco era costituito da un cannone da 102 mm e due mitragliere da 20 mm Oerlikon antiaeree.

## Servizio
Le cinque unità di cui era costituita la classe erano sopravvissute agli eventi bellici. La classe era costituita da tre unità della classe Pilo e due unità della classe La Masa che avevano prestato servizio nella Regia Marina come cacciatorpediniere nella prima guerra mondiale e dopo essere state declassate torpediniere nel 1929 avevano preso parte al secondo conflitto mondiale con compiti di scorta. Le unità sopravvissute, entrate a far parte della Marina Militare sono state riclassificate dragamine meccanici costieri quando nel corso degli anni quaranta e anni cinquanta non era raro il ritrovamento di mine lungo le coste italiane.
Parte dell'armamento venne sbarcato e sostituito con attrezzature per il dragaggio meccanico costiero, facendo scendere il dislocamento a pieno carico a 645 tonnellate.

## Unità

### Giuseppe Cesare Abba

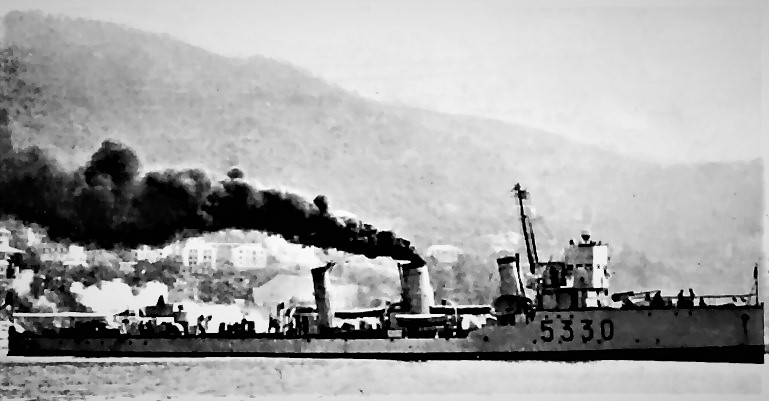
Il dragamine Abba

Impostato nel 1913 presso il Cantiere Odero di Sestri, entrò in servizio nel 1915. Partecipò ad alcuni scontro navali in Adriatico contro la flotta austroungarica, il 29 dicembre 1915, il 22 dicembre 1916; nella seconda occasione entrò in collisione con due cacciatorpediniere francesi, il Riviere ed il Casque, con un disperso e vari danni.
Durante la seconda guerra mondiale svolse missioni di scorta. Tra il 18 e il 19 maggio 1942 al comando del Capitano di Fregata Ponzo, insieme ai MAS 451 e 452 e i M.T.S.M. 218 e 214, prese parte ad una spedizione ricognitiva a Malta, propedeutica all'invasione dell'isola, con lo sbarco a Malta di un informatore, l'irredentista matese Carmelo Borg Pisani, che raggiunse terra ma venne catturato, condannato a morte e impiccato il 28 novembre successivo.
Dopo l'armistizio svolse attività durante la cobelligeranza svolgendo anche il compito di rimorchio bersagli. Riclassificato dragamine nel 1953, venne radiato il 1º settembre 1958.
La nave era intitolata allo scrittore e patriota Giuseppe Cesare Abba. Il motto dell'unità era "Forti come noi più di noi no".

### Giacinto Carini

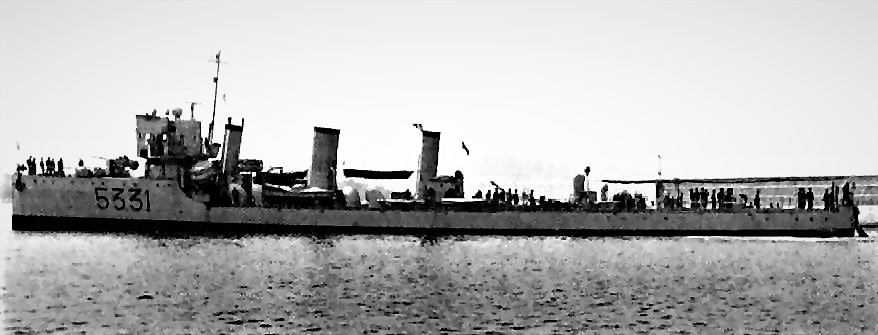
Il dragamine Carini

Impostato sugli scali dei cantieri Odero di Sestri Ponente il 1º settembre 1916 e varato il 7 novembre 1917, entrò in servizio il 30 dello stesso mese. Nella notte fra il 9 ed il 10 aprile 1918, al largo di Santa Maria di Leuca, speronò e affondò per errore la gemella Benedetto Cairoli, riportando gravi danni.
Negli anni venti e trenta prestò servizio in Mediterraneo e Mar Rosso.
Nel corso del secondo conflitto mondiale nell'aprile 1941 venne installato a bordo dell'unità la versione definitiva del radar EC3ter “Gufo”, realizzato all'inizio dello stesso anno, che nelle prove effettuate rivelò un bersaglio a 12 Km ed un aereo a 8 Km di distanza.
La nave, sopravvissuta anche alla seconda guerra mondiale, venne riclassificata dragamine nel 1953 e radiata il 31 dicembre 1958 e per un certo periodo, prima della demolizione, venne usata con compiti addestrativi come pontone galleggiante con la sigla GM. 157 alle scuole di La Maddalena.
La nave intitolata al garibaldino Giacinto Carini aveva come motto "Fide fidentia".

### Nicola Fabrizi
Impostata nel 1916, entrò in servizio nel 1918. Durante la seconda guerra mondiale, nella notte fra l'11 ed il 12 novembre 1940, si rese protagonista di uno scontro navale nel canale d'Otranto. Stava infatti scortando, sotto il comando del T.V. Giovanni Barbini e, assieme all'incrociatore ausiliario RAMB III, un convoglio di quattro mercantili diretti da Valona in Italia, che fu attaccato da una formazione di incrociatori britannici. L'unità contrattaccò prima tentando di lanciare i siluri (cosa che non avvenne perché i relativi impianti erano stati messi fuori uso), poi aprendo il fuoco con il pezzo da 102. Si diresse poi, in fiamme e con seri danni, 11 morti e 17 feriti, verso i campi minati italiani per attirarvi le unità nemiche, ma senza riuscirci. Il convoglio fu distrutto; il t.v. Giovanni Barbini fu decorato con la Medaglia d'Oro al Valor Militare.
Riparata, l'unità sopravvisse alla guerra e dopo essere stata riclassificata dragamine nel 1953 proseguì il servizio sino alla radiazione avvenuta il 1º settembre 1957.
La nave intitolata al patriota del risorgimento Nicola Fabrizi aveva come motto "Pari ai cimenti superiore alla fortuna".

### Antonio Mosto
Impostato nel 1913 presso il Cantiere Pattison di Napoli, entrò in servizio nel 1915. Durante la seconda guerra mondiale prestò servizio in Nord Africa e successivamente in Italia, riportando seri danni il 9 luglio 1941 a Tripoli, in seguito all'abbattimento di un aereo nemico che cadde in coperta, e nel maggio 1943, a causa di un bombardamento aereo americano su Livorno. Dopo la guerra venne riclassificato dragamine nel 1952 con il distintivo ottico M 5335 e radiato il 15 dicembre 1958.
Il motto della nave era "A qualunque costo avanti!".

### Rosolino Pilo
Impostato sugli scali il 19 agosto 1913 presso il Cantiere Odero di Sestri, varato il 24 marzo 1915 entrò in servizio il 25 maggio dello stesso anno. Il 22 dicembre 1916 prese parte ad uno scontro nell'Adriatico meridionale contro una formazione di cacciatorpediniere austroungarici. Durante la seconda guerra mondiale svolse 45 missioni di scorta; dopo l'armistizio, a Durazzo, fu catturato dai tedeschi nonostante la resistenza dell'equipaggio, che comunque pochi giorni dopo (il 26 settembre 1943) riuscì a riprendere il controllo della nave, portandola in un porto controllato dagli Alleati e partecipando poi alla cobelligeranza.
La nave riclassificata dragamine nel 1952, venne radiata il 1º ottobre 1954.
Il motto dell'unità, intitolata al patriota risorgimentale Rosolino Pilo, era "Per l'onore del nome per la gloria d'Italia".